# Melgar de Arriba (kommun)
Melgar de Arriba är en kommun i Spanien.   Den ligger i provinsen Provincia de Valladolid och regionen Kastilien och Leon, i den norra delen av landet, 240 km nordväst om huvudstaden Madrid. Antalet invånare är 195. Arean är 35 kvadratkilometer. Melgar de Arriba gränsar till Santervás de Campos, Melgar de Abajo, Joarilla de las Matas, Gordaliza del Pino och Sahagún. 
Terrängen i Melgar de Arriba är platt.